# زیگبرت سوم
زیگبرت سوم (زادهٔ ۶۳۰ یا ۶۳۱ – درگذشتهٔ ۱ فوریهٔ ۶۵۶) پادشاه فرانک‌های اوسترازیا از ۶۳۴ تا ۶۵۶ بود. او یکی از نخستین پادشاهان دودمان مروونژی بود که از خود هیچ قدرتی نداشت و ادارهٔ تمامی امور پادشاهیش در دستان شهرداران کاخ‌هایش قرار داشت. چنین پادشاهانی را به‌اصطلاح rois fainéants به‌معنای «پادشاهان تنبل» لقب داده‌بودند.

## زندگی‌نامه
زیگبرت فرزند داگوبرت یکم، پادشاه فرانک‌ها بود. داگوبرت دراصل آخرین پادشاه مروونژی بود که نه تنها در نام، بلکه در عمل نیز قلمرو یکپارچهٔ تحت فرمانش را خود اداره می‌کرد. او در سال ۶۳۴ و به‌منظور آرام‌ساختن نجیب‌زادگان اوسترازیایی، پسر سه سالهٔ خود زیگبرت سوم را پادشاه آنان ساخت. نایب‌السلطنه‌های زیگبرت خردسال در اوسترازیا نخست اسقف شونیبرتِ کُلنی و دوک آدالژیزیل بودند، اما پس از مرگ داگوبرت در سال ۶۳۹، شونیبرت همراه با پپن یکم لاندنی، شهردار کاخ اوسترازیا، ادارهٔ امور را به‌عنوان نایب‌السلطنه در دست گرفتند. پپن یکم در ۶۴۰ درگذشت و پس از او پسرش گریمولد در ۶۴۲ یا ۶۴۳، هم به‌عنوان شهردار کاخ و هم به‌عنوان نایب‌السلطنهٔ زیگبرت سوم، جانشین پدرش شد.
گریمولد سپس درگیر جنگ قدرتی با اوتو، آموزگار زیگبرت گردید که در نتیجهٔ آن تورینگن (واقع در آلمان امروزی) توانست در اوایل دههٔ ۶۴۰ میلادی به خودمختاری برسد. در حدود سال ۶۵۰ زیگبرت که تا آن زمان فرزندی نداشت صاحب پسری شد که او را داگوبرت نامید. با وجود این گریمولد که پیشتر پادشاه بدون فرزند را مجاب به پذیرش پسر خودش با نام شیلدبرت کرده بود، پس از مرگ زیگبرت سوم در فوریهٔ ۶۵۶ در متز، داگوبرت را که اینک جانشین قانونی پدرش بود را سر تراشید و به صومعه‌ای در ایرلند تبعید کرد. پس از آن گریمولد که از دودمان کارولنژی‌ها بود و پس از ۱۳ سال خدمت به زیگبرت سوم از قدرت و ثروت قابل توجهی برخوردار شده‌بود، شرایط را برای تغییر قدرت از خاندان حاکم مروونژی به خاندان خودش مناسب دید و توانست برای مدتی کوتاه، پسرش شیلدبرت را بر تخت پادشاهی اوسترازیا نشاند.